# Heckler & Koch USP
Heckler & Koch USP (Universale Selbstladepistole ili "univerzalni samopunjivi pištolj") ili P8 je poluautomatski pištolj razvijen u Njemačkoj tvrtci Heckler & Koch GmbH (H&K) kako bi zamijenio stariju P7 seriju pištolja. H&K P8 je standardni pištolj njemačke vojske.

## Vanjske poveznice
|  | Zajednički poslužitelj ima stranicu o temi HK USP    |
|  | Zajednički poslužitelj ima još gradiva o temi HK USP |

- Stranica proizvođača  Arhivirana inačica izvorne stranice od 27. srpnja 2008. (Wayback Machine)
- Upute i opisi za uporabu P8 pištolja
- Modern Firearms
- HKPro.com